# Kisfaludy Árpád

A Kisfaludy család címere

Kisfaludi Kisfaludy Árpád János (Nagykanizsa, 1884. október 18. – Budapest, 1968. április) válogatott labdarúgó, balfedezet.

## Pályafutása
Az ősrégi dunántúli nemesi származású római katolikus kisfaludi Kisfaludy család sarja. Apja, kisfaludi Kisfaludy László (1854–1935), országos fegyintézeti igazgató, a budapesti törvényszék fogházgondnoka, anyja, Muraközy Terézia (1860–1914), volt. Kisfaludy Árpád dédszülei kisfaludi Kisfaludy Mihály (1779–1849), és noszlopi Noszlopy Franciska (1790–1867) voltak.

### Klubcsapatban
A BTC labdarúgója volt. Specialitása volt a hosszú, 20-25 méteres partdobás.

### A válogatottban
1905 és 1906 között három alkalommal szerepelt a magyar labdarúgó-válogatottban.

## Sikerei, díjai
- Magyar bajnokság
  - 2.: 1903
  - 3.: 1904

## Statisztika

### Mérkőzései a válogatottban
| Magyarország | Magyarország      | Magyarország               | Magyarország | Magyarország | Magyarország | Magyarország | Magyarország | Magyarország |
| #            | Dátum             | Helyszín                   | Hazai        | Eredmény     | Vendég       | Kiírás       | Gólok        | Esemény      |
| ------------ | ----------------- | -------------------------- | ------------ | ------------ | ------------ | ------------ | ------------ | ------------ |
| 1.           | 1905. április 9.  | Budapest, Millenáris-pálya | Magyarország | 0 – 0        | Ausztria     | barátságos   | -            |              |
| 2.           | 1906. április 1.  | Budapest, Millenáris-pálya | Magyarország | 1 – 1        | Csehország   | barátságos   | -            |              |
| 3.           | 1906. november 4. | Budapest, Millenáris-pálya | Magyarország | 3 – 1        | Ausztria     | barátságos   | -            |              |
|              | Összesen          |                            |              | 3            | mérkőzés     |              | 0            | gól          |